# Национален център за космически изследвания
Националният център за космически изследвания (на френски: Centre national d'études spatiales, CNES) е френска научна организация, която управлява космическата програма на Франция. Основана е през 15 декември 1961, при управлението на Шарл де Гол. Централата на организацията се намира в Париж.
Уредите, произведени от CNES или в партньорство с други институции, се изстрелват предимно от космодрума Куру във Френска Гвиана, а по-малка част – и от космодрума Байконур.
Работи в тясно сътрудничество с Арианспейс и Европейската космическа агенция.